# Ellen Rocche
Ellen Rocche (São Paulo, 19 de julio de 1979) es una actriz y modelo brasileña.

## Carrera

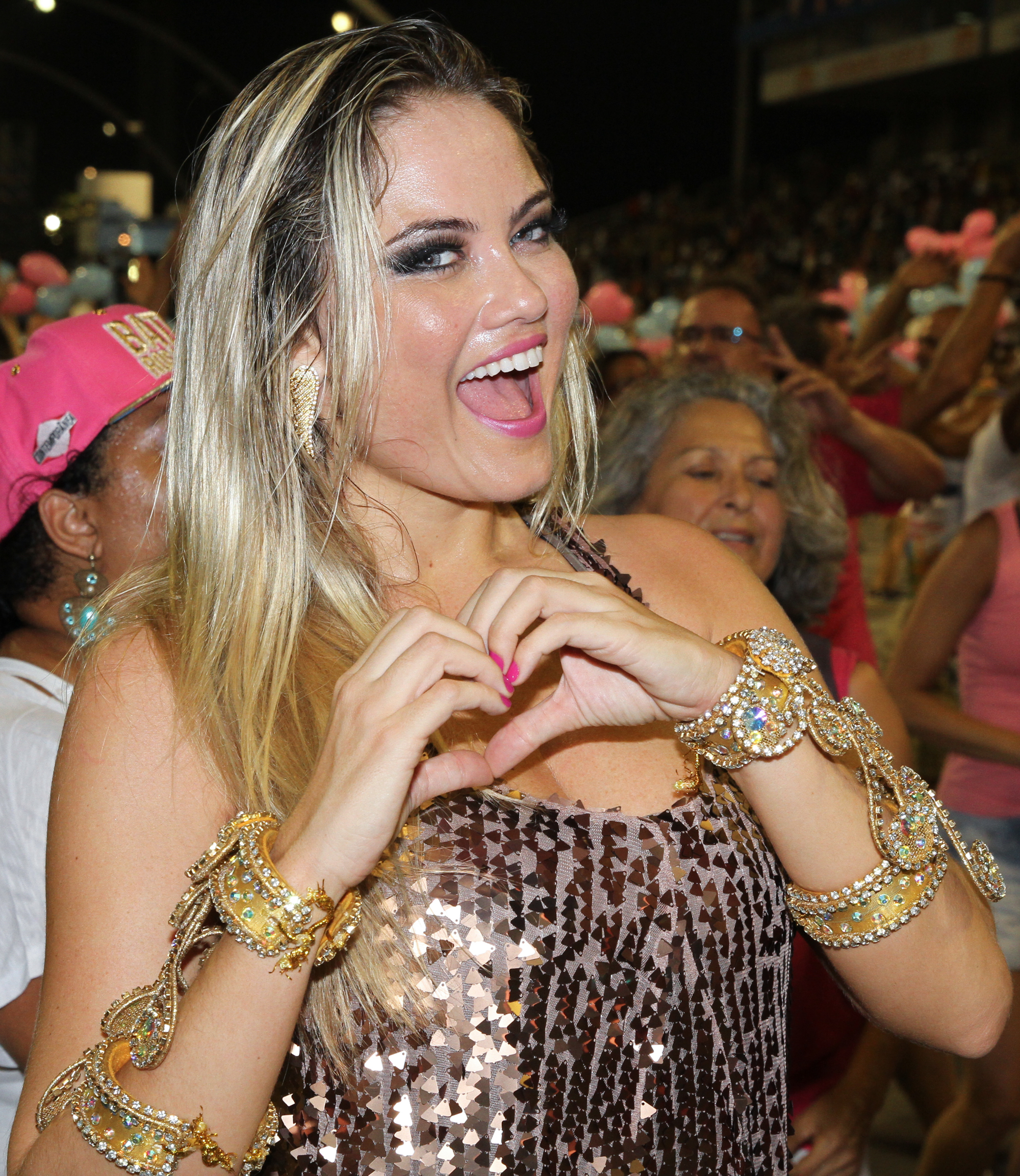
Ellen Roche en el Carnaval de Sao Paulo, 2015

Ellen comenzó su carrera en el programa de televisión dominical Qual é a música? (literalmente, "¿Qué es la música?") con Silvio Santos en el canal brasileño SBT. También ha actuado en algunos capítulos del programa de Globo TV Zorra Total.
Se unió al elenco de un reality basado en el Gran Hermano holandés, apodado Casa dos Artistas, en el que personajes famosos fueron encerrados en una casa y luego fueron expulsados gradualmente . Más tarde, Rocche se negó a participar en un reality similar por Rede Record, A Fazenda, donde celebridades vivían en una granja, por firmar un contrato con Rede Globo. Ellen Roche también apareció en la Dream Girl Cam para el sitio web de Venice Online, e interpretó una versión brasileña del personaje de Lara Croft para promocionar el juego Tomb Raider III en Brasil.

## Filmografía

### Televisión
| Año           | Título                          | Rol                                              |
| ------------- | ------------------------------- | ------------------------------------------------ |
| 1997          | Fantasia                        | Ella misma                                       |
| 2001          | Qual É a Música?                | Cantante                                         |
| 2002          | Casa dos Artistas 2             | Ella misma                                       |
| 2003          | A Turma do Didi                 | Elfeia                                           |
| 2004          | Metamorphoses                   | Kelly Madeira                                    |
| 2006          | O Menino Maluquinho             | Hada madrina                                     |
| 2007          | A Turma do Didi                 | Lena                                             |
| 2007          | Zorra Total                     | ET                                               |
| 2008          | Beleza Pura                     | Gleyce                                           |
| 2008          | Ciranda de Pedra                | Teodora                                          |
| 2008          | Dicas de Um Sedutor             | Sabrina (ep: Quem Perde, Ganha!)                 |
| 2008          | Faça Sua História               | Stefany (ep: Duas é Demais)                      |
| 2008          | Malhação                        | Juju                                             |
| 2008          | Negócio da China                | Laura                                            |
| 2009          | A Grande Família                | Bia (ep: O Rótulo e a Garrafa)                   |
| 2009          | Cilada                          | Divatriz                                         |
| 2009          | Casseta & Planeta               | Mocrellen                                        |
| 2009          | Chico e Amigos                  | Das Dores                                        |
| 2010          | Dalva e Herivelto               | Estela                                           |
| 2010          | Tempos Modernos                 | Cibele Porto                                     |
| 2010          | S.O.S. Emergência               | Andréa Duarte (ep: Hora de Ir para Cama)         |
| 2010          | Na Forma da Lei                 | Denise Willians (ep: Justiça Tardia)             |
| 2010          | Ti Ti Ti                        | Ella misma                                       |
| 2010          | S.O.S. Emergência               | Luísa (eps: Lá Vem a Noiva e Dos Males, o Menor) |
| 2011          | Insensato Coração               | Ingrid Matos                                     |
| 2011          | Dança dos Famosos 8             | Ella misma                                       |
| 2011          | O Astro                         | Valéria dos Santos                               |
| 2012          | Guerra dos Sexos                | Marivalda                                        |
| 2013          | Sangue Bom                      | Brunettý Ramos                                   |
| 2013          | Divertics                       | Varios personajes                                |
| 2014          | Geração Brasil                  | Ludmila Santini                                  |
| 2015          | Escolinha do Professor Raimundo | Dona Capitu                                      |
| 2016          | Haja Coração                    | Leonora Lammar                                   |
| 2017—presente | O Outro Lado do Paraíso         | Suzy                                             |